# Lorenzo Fellon
Lorenzo Fellon (* 15. Juli 2004 in Avignon) ist ein französischer Motorradrennfahrer, der zuletzt von 2021 bis 2023 in der Moto3-Klasse der Motorrad-Weltmeisterschaft antrat.

## Karriere
2019 nahm Fellon am Red Bull MotoGP Rookies Cup teil und schloss diesen auf Rang fünf der Gesamtwertung ab. 2020 startete er auf Honda in der FIM CEV Moto3 Junior World Championship und wurde Gesamt-Elfter.
In der Saison 2021 tritt Fellon in der Moto3-Klasse der Weltmeisterschaft für das italienische Team SIC58 Squadra Corse an der Seite des Japaners Tatsuki Suzuki an.

## Statistik

### In der Motorrad-Weltmeisterschaft
(Stand: Saisonende 2023)
| Saison | Klasse | Team                | Motorrad | Rennen | Siege | Zweiter | Dritter | Poles | schn. Runden | Punkte | Ergebnis |
| ------ | ------ | ------------------- | -------- | ------ | ----- | ------- | ------- | ----- | ------------ | ------ | -------- |
| 2021   | Moto3  | SIC58 Squadra Corse | Honda    | 18     | –     | –       | –       | –     | –            | 0      | 33.      |
| 2022   | Moto3  | SIC58 Squadra Corse | Honda    | 19     | –     | –       | –       | –     | –            | 11     | 25.      |
| 2023   | Moto3  | CIP Green Power     | KTM      | 12     | –     | –       | –       | –     | –            | 6      | 27.      |
| Gesamt | Gesamt | Gesamt              | Gesamt   | 49     | 0     | 0       | 0       | 0     | 0            | 17     |          |

Einzelergebnisse
| Saison ! | 1        | 2           | 3           | 4         | 5          | 6       | 7           | 8           | 9           | 10                     | 11          | 12                     | 13         | 14         | 15        | 16             | 17         | 18         | 19       | 20       | 21       |
| -------- | -------- | ----------- | ----------- | --------- | ---------- | ------- | ----------- | ----------- | ----------- | ---------------------- | ----------- | ---------------------- | ---------- | ---------- | --------- | -------------- | ---------- | ---------- | -------- | -------- | -------- |
| 2021     | Katar    | Katar       | Portugal    | Spanien   | Frankreich | Italien | Katalonien  | Deutschland | Niederlande | Steiermark             | Osterreich  | Vereinigtes Konigreich | Aragonien  | San Marino | USA-Texas | Emilia-Romagna | Portugal   | \|\| \|\|  |          |          |          |
| 2021     | 19       | 20          | 22          | 23        | 19         | 19      | 16          | DNF         | 21          | 16                     | 17          | 22                     | DNF        | 19         | 16        | 19             | 17         | DNF        |          |          |          |
| 2022     | Katar    | Indonesien  | Argentinien | USA-Texas | Portugal   | Spanien | Frankreich  | Italien     | Katalonien  | Deutschland            | Niederlande | Vereinigtes Konigreich | Osterreich | San Marino | Aragonien | Japan          | Thailand   | Australien | Malaysia | Valencia |          |
| 2022     | DNF      | 16          | 19          | 15        | 14         | DNS     | 23          | 14          | 20          | 18                     | 13          | 13                     | 16         | 18         | DNF       | DNF            | 16         | 19         | 19       | 20       |          |
| 2023     | Portugal | Argentinien | USA-Texas   | Spanien   | Frankreich | Italien | Deutschland | Niederlande | Kasachstan  | Vereinigtes Konigreich | Osterreich  | Katalonien             | San Marino | Indien     | Japan     | Indonesien     | Australien | Thailand   | Malaysia | Katar    | Valencia |
| 2023     | DNS      |             |             |           |            |         |             |             | C           | 24                     | 24          | 23                     | 24         | 17         | 21        | 23             | 10         | 21         | 16       | 24       | DNF      |

| Legende  | Legende            | Legende                                                          |
| Farbe    | Abkürzung          | Bedeutung                                                        |
| -------- | ------------------ | ---------------------------------------------------------------- |
| Gold     | –                  | Sieg                                                             |
| Silber   | –                  | 2. Platz                                                         |
| Bronze   | –                  | 3. Platz                                                         |
| Grün     | –                  | Platzierung in den Punkten                                       |
| Blau     | –                  | Klassifiziert außerhalb der Punkteränge                          |
| Violett  | DNF                | Rennen nicht beendet (did not finish)                            |
| Violett  | NC                 | nicht klassifiziert (not classified)                             |
| Rot      | DNQ                | nicht qualifiziert (did not qualify)                             |
| Rot      | DNPQ               | in Vorqualifikation gescheitert (did not pre-qualify)            |
| Schwarz  | DSQ                | disqualifiziert (disqualified)                                   |
| Weiß     | DNS                | nicht am Start (did not start)                                   |
| Weiß     | WD                 | zurückgezogen (withdrawn)                                        |
| Hellblau | PO                 | nur am Training teilgenommen (practiced only)                    |
| Hellblau | TD                 | Freitags-Testfahrer (test driver)                                |
| ohne     | DNP                | nicht am Training teilgenommen (did not practice)                |
| ohne     | INJ                | verletzt oder krank (injured)                                    |
| ohne     | EX                 | ausgeschlossen (excluded)                                        |
| ohne     | DNA                | nicht erschienen (did not arrive)                                |
| ohne     | C                  | Rennen abgesagt (cancelled)                                      |
| ohne     | keine WM-Teilnahme |                                                                  |
| sonstige | P/fett             | Pole-Position                                                    |
| sonstige | 1/2/3/4/5/6/7/8    | Punktplatzierung im Sprint-/Qualifikationsrennen                 |
| sonstige | SR/kursiv          | Schnellste Rennrunde                                             |
| sonstige | *                  | nicht im Ziel, aufgrund der zurückgelegten Distanz aber gewertet |
| sonstige | ()                 | Streichresultate                                                 |
| sonstige | unterstrichen      | Führender in der Gesamtwertung                                   |